# Gabrielle Réjane

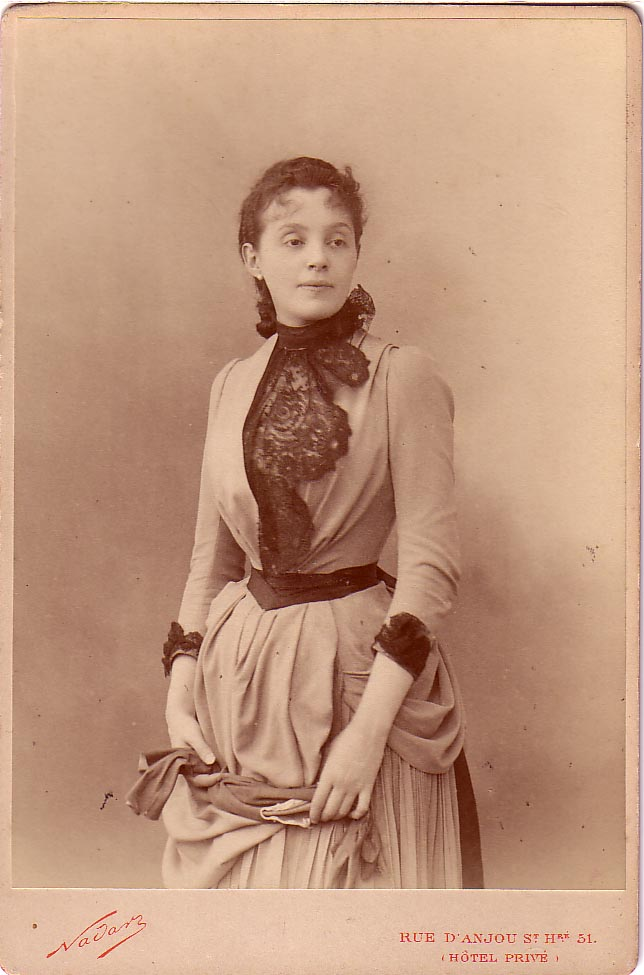
Gabrielle Réjane, foto av Félix Nadar.

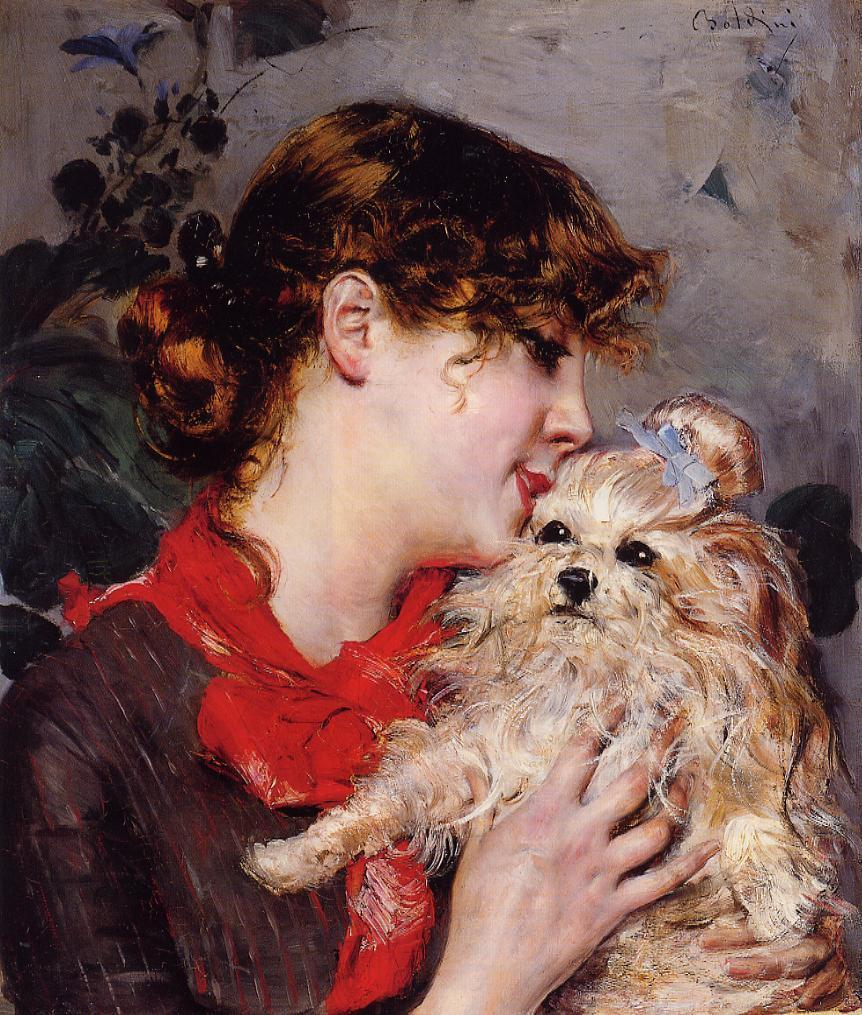
Skådespelerskan Réjane och hennes hund, av Giovanni Boldini. Ca 1885

Gabrielle Charlotte Réjane (egentligen Reju), född den 6 juni 1856 i Paris, död den 14 juni 1920 i Paris, var en fransk skådespelerska.
Réjane utbildades vid Conservatoire de Paris, och utmärkte sig från 1875 på Vaudevilleteatern. Hon gick till Ambiguteatern 1882, och uppträdde under de följande tio åren som gäst på olika scener. 1892 ingick hon äktenskap med Grand théâtres föreståndare Paul Porel, och följde honom tillbaka till Vaudevilleteatern, där hon sedan verkade en längre tid. Hon fick från 1890-talet internationell framgång med sina själfulla och sensuella kvinnoroller, gav 1895 gästspel i Nordamerika och företog 1897 en europeisk turné. Hennes äktenskap med Porel upplöstes 1903. 1906 grundade Réjane sin Théâtre Réjane i Paris. Hon lämnade scenen till följd av hjärtproblem i mars 1919, och samma år blev Théâtre Réjane Théâtre de Paris. 1920 fick hon Hederslegionen.
Bland Réjanes främsta roller var Nora i Henrik Ibsens Et dukkehjem och titelrollen i Madame Sans-Gêne.